# Hyssopus cuspidatus
Hyssopus cuspidatus là một loài thực vật có hoa trong họ Hoa môi. Loài này được Boriss. mô tả khoa học đầu tiên năm 1950.